# Diácono
El diácono (del griego διακονος, diakonos, y luego del latín diaconus, «servidor») es considerado un servidor, un clérigo o un ministro eclesiástico, cuyas calificaciones y funciones muestran variaciones según las distintas ramas del cristianismo. En las Iglesias católica, copta y ortodoxa se refiere así a aquel que ha recibido el grado inferior del sacramento del Orden Sagrado por la imposición de las manos del obispo, y por lo tanto se le considera la imagen sacramental de Cristo servidor, en virtud de la Sagrada Escritura que especifica: «Porque el Hijo del Hombre no vino para ser servido, sino para servir, y para dar su vida en rescate por muchos» (Evangelio de Marcos 10, 45).

## El diácono en la Biblia y en la historia de la comunidad cristiana
La epístola a los Filipenses, datada tentativamente de 54 a 61 d. C., se dirige a los episkopoi (quienes no eran aún los «obispos» actuales, sino los presbíteros y ancianos encargados de dirigir la comunidad) y los diakonoi, es decir, los diáconos o asistentes (Filipenses 1:1). Esta mención de los presbíteros y los diáconos es considerada hoy como un antecedente embrional de la actual jerarquía.
El libro de los Hechos de los Apóstoles, datado de 60-70 d. C., narra la constitución por parte de los apóstoles de los que podrían ser considerados los primeros siete diáconos de la Iglesia de Jerusalén.

Por aquellos días, al multiplicarse los discípulos, hubo quejas de los helenistas contra los hebreos, porque sus viudas eran desatendidas en la asistencia cotidiana. Los Doce convocaron la asamblea de los discípulos y dijeron: «No parece bien que nosotros abandonemos la Palabra de Dios por servir a las mesas. Por tanto, hermanos, buscad de entre vosotros a siete hombres, de buena fama, llenos de Espíritu y de sabiduría, y los pondremos al frente de este cargo; mientras que nosotros nos dedicaremos a la oración y al ministerio de la Palabra.» Pareció bien la propuesta a toda la asamblea y escogieron a Esteban, hombre lleno de fe y del Espíritu Santo, a Felipe, a Prócoro, a Nicanor, a Timón, a Pármenas y a Nicolás, prosélito de Antioquía; los presentaron a los apóstoles y, habiendo hecho oración, les impusieron las manos.
Hechos de los Apóstoles 6:1-6

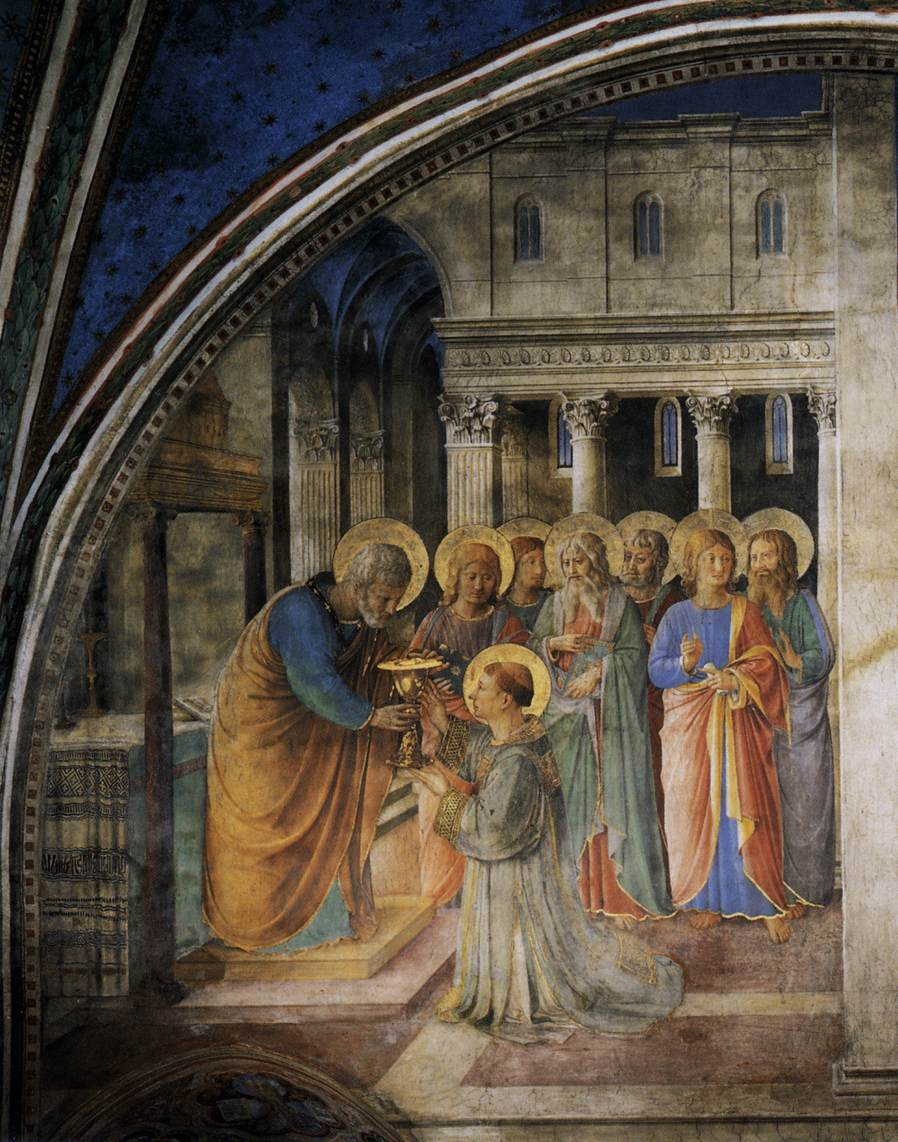
Simón Pedro consagra a Esteban (de rodillas) como diácono de la iglesia de Jerusalén. Fresco de la Capilla Niccolina, Palacio Apostólico de la Ciudad del Vaticano. Detrás y de pie, se encuentran otros seis diáconos ordenados.

Este texto es discutido, porque la mayor parte de los teólogos de hoy no reconocen en la «institución de los Siete» la institución del diaconado como tal. Ireneo de Lyon, en torno al año 180, menciona a Esteban, uno de los siete, como diácono. Cipriano de Cartago y Agustín de Hipona opinan que el diaconado fue instituido en aquel momento, mientras que Juan Crisóstomo no lo admite. Estos siete hombres entran en función, al igual que los presbíteros, por la imposición de las manos. Entre ellos se destacan Esteban, el primer mártir cristiano, Felipe, el predicador en Samaría, y Prócoro, a quien se atribuye haber sido amanuense de Juan el Apóstol en su destierro en la isla de Patmos. Es evidente que el ministerio que desarrollarían desborda rápidamente el servicio material (ejemplificado por el hecho de «servir las mesas» y «atender a las viudas»), puesto que luego predicarían, bautizarían, sanarían enfermos, relazarían exorcismos y a Felipe se le llegaría a calificar explícitamente de «evangelista» (Hechos de los Apóstoles 21:8).
Por lo tanto el diaconado es, en sus orígenes cristianos, un ministerio cuyas funciones no resultan fáciles de precisar. Sin embargo, la primera epístola a Timoteo señala algunas cualidades esperables del diácono:

También los diáconos deben ser dignos, sin doblez, no dados a beber mucho vino ni a negocios sucios; que guarden el Misterio de la fe con una conciencia pura. Primero se les someterá a prueba y después, si fuesen irreprensibles, serán diáconos. Las mujeres igualmente deben ser dignas, no calumniadoras, sobrias, fieles en todo. Los diáconos sean casados una sola vez y gobiernen bien a sus hijos y su propia casa. Porque los que ejercen bien el diaconado alcanzan un puesto honroso y grande entereza en la fe de Cristo Jesús.
I Timoteo 3: 8-13

El apóstol Pablo en su epístola a los Romanos, en el capítulo 16 versículo primero hace referencia a una mujer llamada Febe "la cual es diaconisa (en griego diákonos) de la iglesia de Cencrea", por lo que podría llegar deducirse que el diaconado lo ejercían tanto hombres como mujeres por igual. Sin embargo, el término usado aquí (diákonos) tiene un sentido muy amplio. Al referirse Pablo a Febe como “diaconisa”, parece estar aludiendo al ministerio cristiano, enfocado en la proclamación del evangelio. Esta labor de evangelizar es una responsabilidad compartida por todos los ministros cristianos (compare con Hechos 2:17-18 y Romanos 11:13). El verbo relacionado, diakonéō, también hace referencia a mujeres que atendían, “servían” o “ministraban” a Jesús y sus discípulos, suministrándoles alimentos y otros tipos de ayuda (Lu 8:3). A veces, el sustantivo diákonos se emplea como título oficial para los diáconos en las iglesias cristianas (Filipenses 1:1 o 1 Timoteo 3:8 y 12). Por eso, algunos traductores optan por usar términos como “diácono” o “diaconisa” en Romanos 16:1. Sin embargo, cuando la Biblia enumera los requisitos para los “diaconos”, no sugiere que las mujeres pudieran ser nombradas oficialmente, ya que uno de los requisitos es que estos deben ser “esposos de una sola mujer” (en el previamente citado 1 Timoteo 3:8-13), mas no “esposas de un solo varón”. De ahí que en este contexto, muchos traductores interpretan que el sustantivo tiene un uso más general y lo traducen como “sierva”, “ministra” o “ayudante”.
Entre los diáconos que tuvieron un papel preeminente en la Historia de la cristiandad sobresalieron:

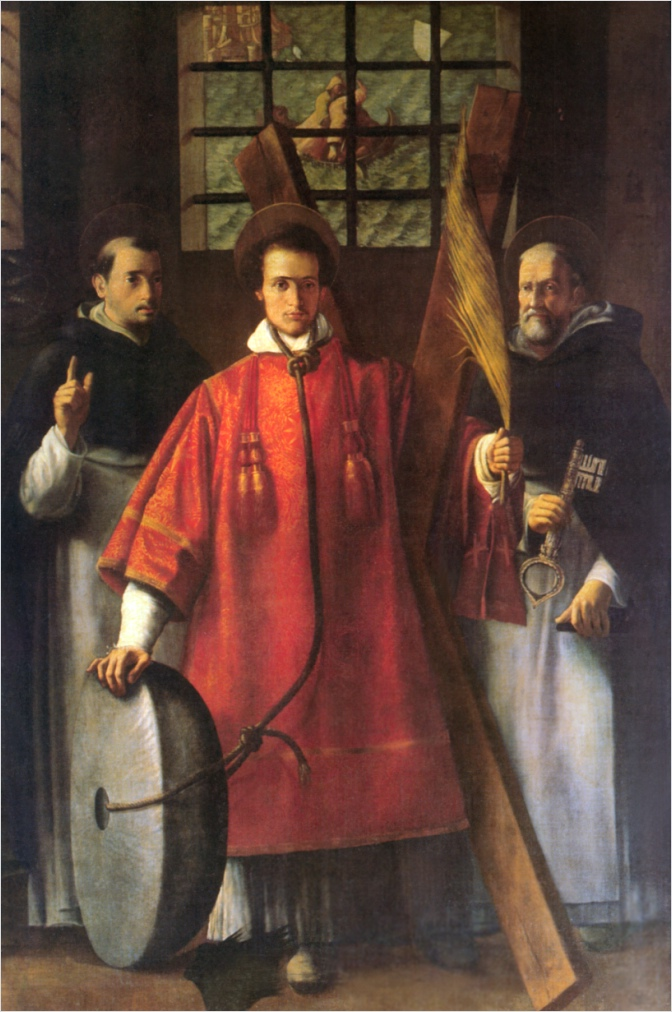
Pintura de autor anónimo que representa a Vicente de Zaragoza, uno de los diáconos venerados en la Historia de la cristiandad, famoso por el martirio sangriento de que fue objeto.

- San Esteban, a saber, el primer mártir de la cristiandad;
- Felipe el Diácono, elegido por Dios para convertir al cristianismo al primer no judío: un africano de Etiopía.
- el valeroso San Lorenzo, uno de los diáconos de Roma martirizado en una parrilla al fuego en 258;
- Vicente de Zaragoza, el protomártir español martirizado bajo el mandato de Diocleciano (ca. 304);
- Efrén de Siria (muerto ca. 306), Padre y Doctor de la Iglesia;
- Romano el Mélodo (ca. 490 - ca. 556), uno de los más grandes himnógrafos griegos, apodado «el Píndaro de la poesía rítmica»;
- Francisco de Asís (1182–1226), uno de los santos más admirados y queridos por su sencillez y pobreza espiritual.

Otras figuras históricas prominentes que desempeñaron durante algún pasaje de su vida funciones como diáconos para pasar luego a cargos más elevados son:
- Atanasio de Alejandría (Padre griego y Doctor de la Iglesia);
- Tomás Becket (más tarde arzobispo, lord canciller y mártir);
- Reginald Pole (más tarde cardenal y último arzobispo católico de Canterbury).

## En la Iglesia católica
El Concilio Vaticano II especificó el lugar ocupado por los diáconos en la Iglesia católica y sus funciones:

En el grado inferior de la jerarquía están los diáconos, que reciben la imposición de las manos «no en orden al sacerdocio, sino en orden al ministerio». Así, confortados con la gracia sacramental, en comunión con el obispo y su presbítero, sirven al pueblo de Dios en el ministerio de la liturgia, de la palabra y de la caridad. Es oficio propio del diácono, según le fuere asignado por la autoridad competente, administrar solemnemente el bautismo, reservar y distribuir la Eucaristía, asistir al matrimonio y bendecirlo en nombre de la Iglesia, llevar el viático a los moribundos, leer la Sagrada Escritura a los fieles, instruir y exhortar al pueblo, presidir el culto y oración de los fieles, administrar los sacramentales, presidir el rito de los funerales y sepultura.
Lumen gentium 29, Concilio Vaticano II

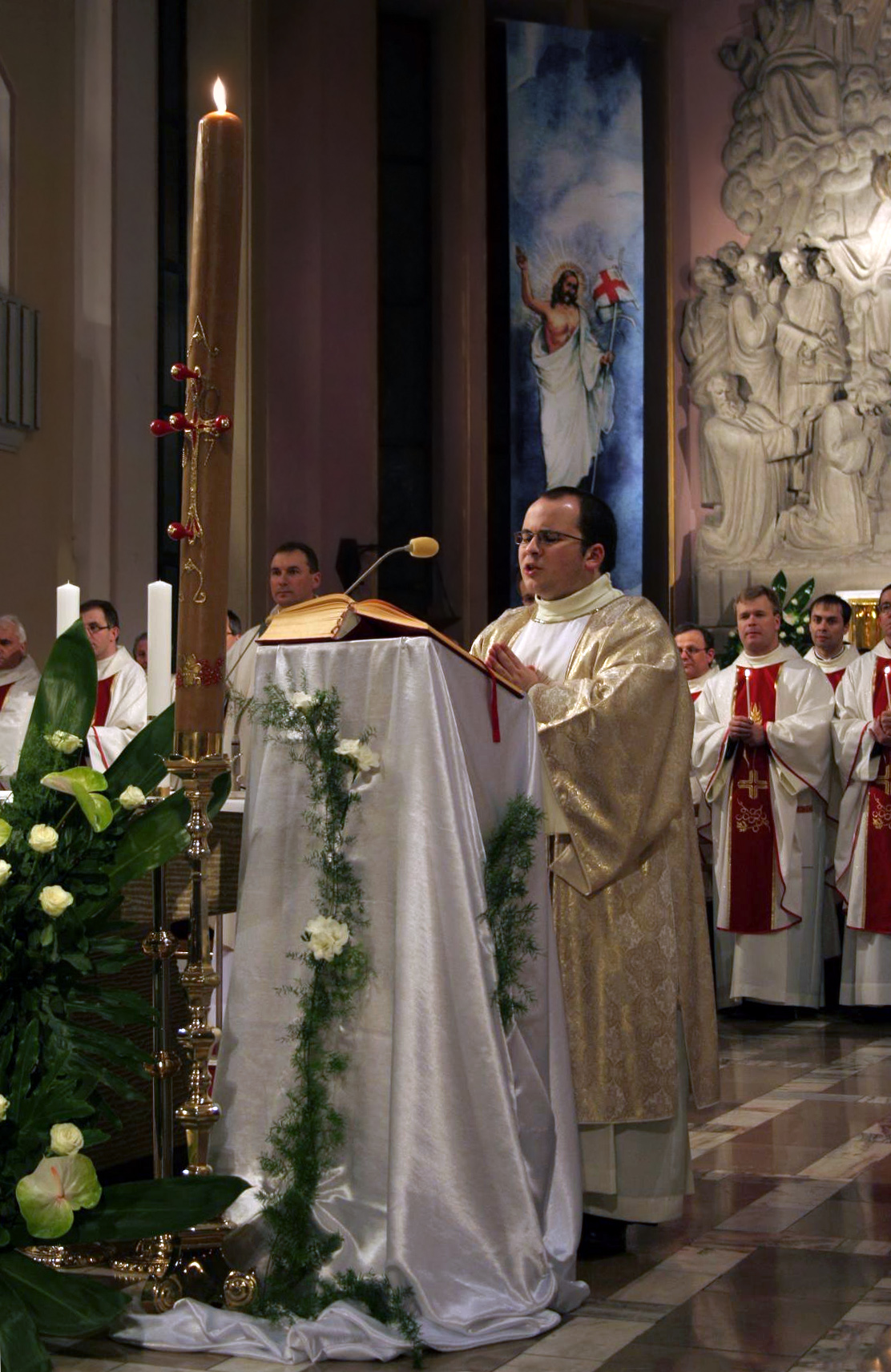
En Polonia, un diácono de la Iglesia católica canta el pregón pascual o Exsultet en la liturgia de la Vigilia Pascual. Según el Concilio Vaticano II, una de las funciones del diácono consiste en servir al pueblo en el ministerio de la liturgia.

El Concilio también señaló la forma en que debe ejercerse este ministerio:

Dedicados a los oficios de la caridad y de la administración, recuerden los diáconos el aviso del bienaventurado Policarpo: «Misericordiosos, diligentes, procediendo conformes a la verdad del Señor, que se hizo servidor de todos» (San Policarpo, Ad phil. 5,2).
Lumen gentium 29, Concilio Vaticano II

En el mismo documento, el Concilio Vaticano II indicó en qué situaciones se establece el diaconado como grado propio y permanente de la jerarquía, y a quiénes puede conferirse:

[...] como estos oficios [...] difícilmente pueden ser desempeñados en muchas regiones, se podrá restablecer en adelante el diaconado como grado propio y permanente de la jerarquía. Corresponde a las distintas Conferencias territoriales de Obispos, de acuerdo con el mismo Sumo Pontífice, decidir si se cree oportuno y en dónde el establecer estos diáconos para la atención de los fieles. Con el consentimiento del Romano Pontífice, este diaconado podrá ser conferido a varones de edad madura, aunque estén casados, y también a jóvenes idóneos, para quienes debe mantenerse firme la ley del celibato.
Lumen gentium 29, Concilio Vaticano II

Años más tarde, el Catecismo de la Iglesia católica señaló:

Los diáconos participan de una manera especial en la misión y la gracia de Cristo. El sacramento del Orden los marcó con un sello («carácter») que nadie puede hacer desaparecer y que los configura con Cristo que se hizo «diácono», es decir, el servidor de todos. Corresponde a los diáconos, entre otras cosas, asistir al obispo y a los presbíteros en la celebración de los divinos misterios sobre todo de la Eucaristía y en la distribución de la misma, asistir a la celebración del matrimonio y bendecirlo, proclamar el Evangelio y predicar, presidir las exequias y entregarse a los diversos servicios de la caridad.
Catecismo de la Iglesia católica, N° 1570.

Más adelante, el mismo Catecismo hizo referencia a la importancia y ocasión del restablecimiento del diaconado en la Iglesia católica:

Desde el Concilio Vaticano II, la Iglesia latina ha restablecido el diaconado «como un grado particular dentro de la jerarquía» (LG 29), mientras que las Iglesias de Oriente lo habían mantenido siempre. Este diaconado permanente, que puede ser conferido a hombres casados, constituye un enriquecimiento importante para la misión de la Iglesia. En efecto, es apropiado y útil que hombres que realizan en la Iglesia un ministerio verdaderamente diaconal, ya en la vida litúrgica y pastoral, ya en las obras sociales y caritativas, «sean fortalecidos por la imposición de las manos transmitida ya desde los Apóstoles y se unan más estrechamente al servicio del altar, para que cumplan con mayor eficacia su ministerio por la gracia sacramental del diaconado» (AG 16)
Catecismo de la Iglesia católica, N° 1571.

### Clasificación
Dentro de la Iglesia católica existen dos clases de diáconos: diáconos transitorios y diáconos permanentes.

#### Diácono transitorio
Se califica como transitorios a aquellos diáconos a los cuales se les confiere este ministerio por un período limitado de tiempo, que usualmente se inicia luego de culminar sus estudios y se extiende hasta que el ordinario del lugar considera al candidato suficientemente maduro para ser ordenado presbítero por el obispo. En general, durante este tiempo los candidatos ejercen como diáconos en parroquias. Por lo tanto, es condición para ser presbítero haber sido ordenado con anterioridad en calidad de diácono transitorio (es decir, en tránsito hacia el presbiterado).

#### Diácono permanente
En el Concilio Vaticano II, se restableció nuevamente el diaconado permanente. Este tipo de diaconado puede ser conferido a hombres casados. El diácono permanente debe ser considerado hombre «probo» por la comunidad, caritativo, respetuoso, misericordioso y servicial. Es determinación del obispo exigir que sea casado, y en este caso, la esposa deberá autorizar por medio escrito al obispo la aceptación para la ordenación del esposo (requisito indispensable).
Un diácono casado que pierde a su esposa no puede volver a contraer matrimonio, pero sí puede optar a ser presbítero.
Quien es ordenado diácono siendo soltero se compromete al celibato permanente.
Solo el varón («vir») bautizado recibe válidamente esta sagrada ordenación.
El sacramento del Orden confiere un carácter espiritual indeleble y no puede ser reiterado ni ser conferido para un tiempo determinado. Se le puede liberar de obligaciones y de las funciones vinculadas a la ordenación y hasta se le puede impedir ejercerlas, pero no vuelve a ser laico nuevamente puesto que, desde la ordenación, se considera que el diácono queda marcado espiritualmente de forma permanente (de allí el término marca o carácter).

### Funciones de los diáconos

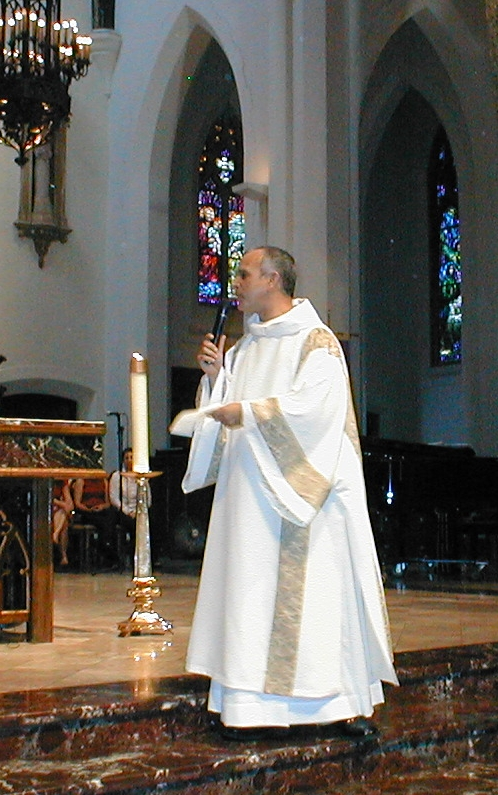
Diácono católico, usando la dalmática, vestimenta típica del diaconado

Las funciones del diácono en la Iglesia católica son:
- Proclamar el Evangelio, predicar y asistir en el Altar;
- Administrar el sacramento del bautismo;
- Presidir la celebración del sacramento del matrimonio;
- Conferir los sacramentales (tales como la bendición, el agua bendita, etc.);
- Llevar el viático (sacramento de la eucaristía así llamado cuando se administra particularmente a los enfermos que están en peligro de muerte) pero no puede administrar el sacramento de la unción de los enfermos, ni el sacramento de la reconciliación. Preside ritos funerarios.

Puede además efectuar otros servicios, según las necesidades específicas de la diócesis, particularmente todo aquello relacionado con la realización de obras de misericordia, y la animación de las comunidades en que se desempeñan.

### Vestiduras propias del diácono
Las vestiduras litúrgicas propias del diácono son la estola puesta al modo diaconal, es decir, cruzada en el cuerpo desde el hombro izquierdo y unida en el lado derecho, a la altura de la cintura y sobre esta la dalmática, vestidura cerrada con amplias mangas, utilizada sobre todo en las grandes celebraciones y solemnidades.
En el común vestir, el diácono puede usar sotana o camisa clerical (clériman), y alzacuellos. 

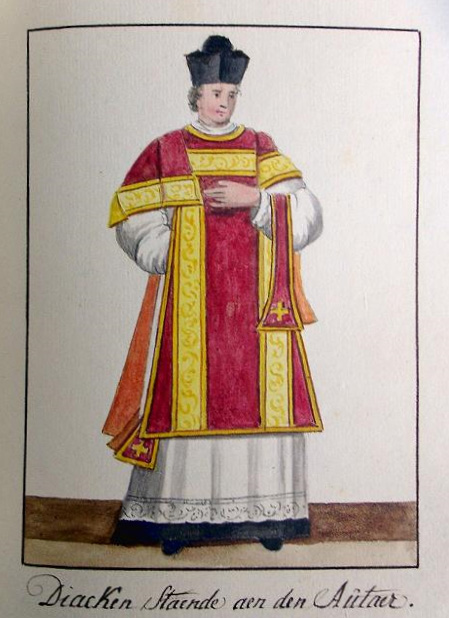
Vestiduras litúrgicas de los diáconos católicos.
Hábito coral de los diáconos católicos.

## En la Iglesia ortodoxa

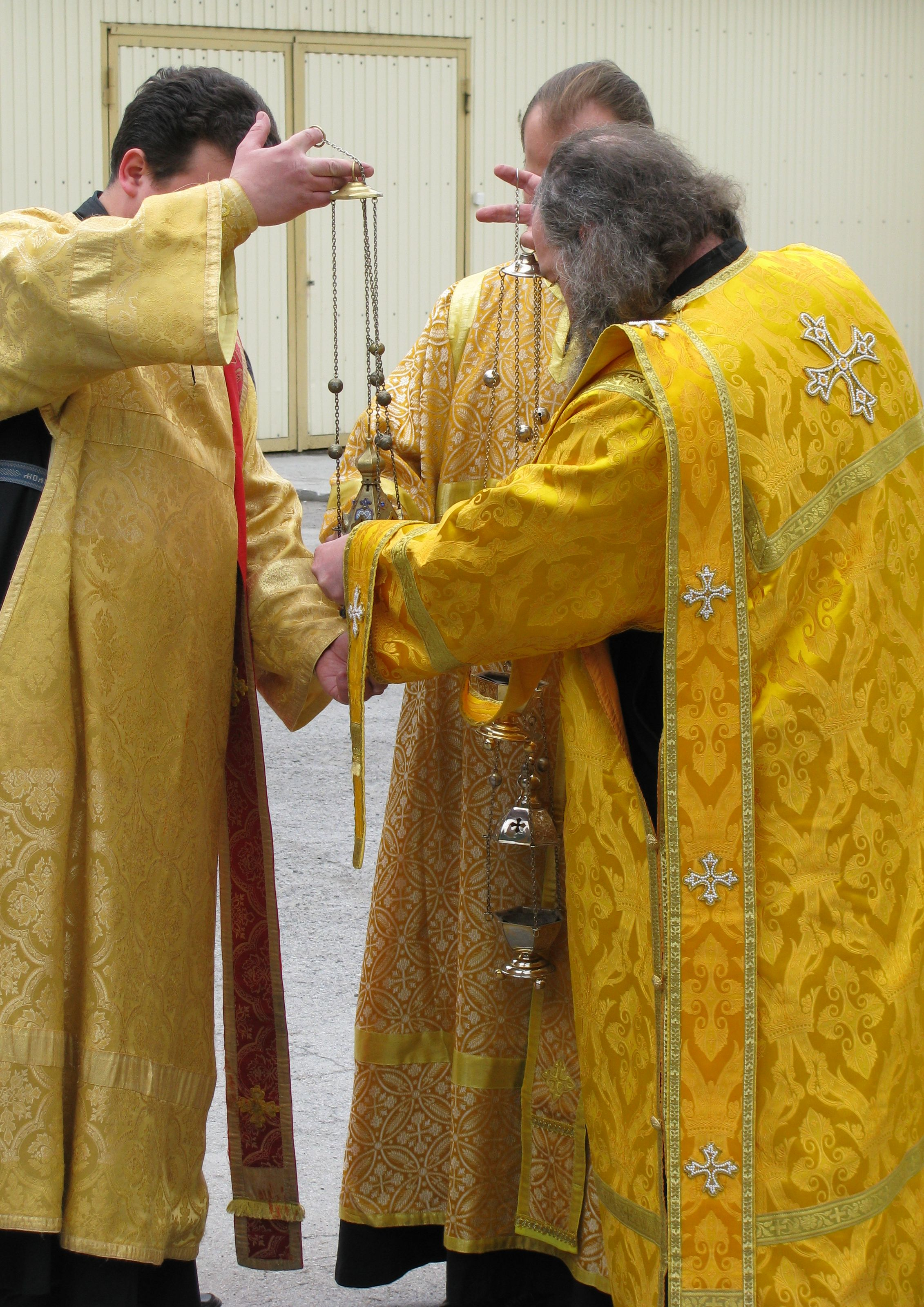
Diáconos ortodoxos en Novosibirsk, preparando el incensario.

Además de leer el Evangelio y de ayudar en la administración de la Comunión, en las Iglesias orientales el diácono inciensa los íconos y la gente, convoca al pueblo a la oración, precede las letanías de los santos y letanías lauretanas, y tiene un papel en el diálogo de la Anáfora. De acuerdo con la tradición oriental, no se le permite administrar los sacramentos por cuenta propia, con excepción del bautismo in extremis (en peligro de muerte), situación en la que cualquier cristiano con recta intención, incluyendo un laico, puede bautizar. Al participar en un bautismo normal, el diácono es a menudo quien se sumerge en el agua junto con la persona que es bautizada (Hechos 8:38). En contraste con la Iglesia católica, los diáconos de las Iglesias orientales no pueden presidir la celebración de matrimonios ya que, en la teología cristiana de Oriente, el sacramento se confiere por la bendición nupcial de un sacerdote.

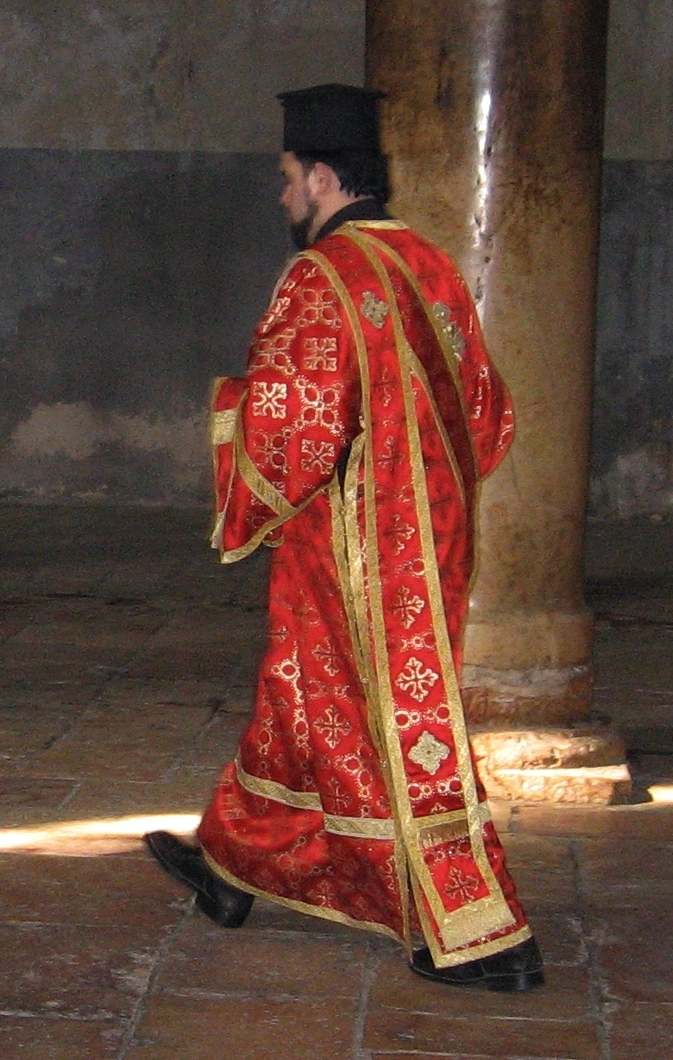
Un diácono de la Iglesia ortodoxa griega en la Basílica de la Natividad, en Belén.

Los ornamentos diaconales son: el sticharion (dalmática), el orarion (estola diaconal), y los epimanikia (mangas de tela) que se usan debajo del sticharion, no sobre ella como lo hace un sacerdote o un obispo. El diácono usa generalmente un orarion simple que solo cubre el hombro izquierdo pero, si fue elevado a la categoría de «archidiácono», lleva el orarion doble, lo que significa que se pasa sobre el hombro izquierdo, debajo del brazo derecho, y luego cruzado sobre el hombro izquierdo (ver fotografía de la izquierda). En la práctica griega moderna, un diácono lleva este orarion doble desde el momento de su ordenación.
Además, en la práctica griega, lleva el kamilavka clerical de forma casi cilíndrica, que cubre la cabeza. En la práctica eslava, un hierodiácono (diácono monje) lleva el kamilavka negro simple de un monje (sin borde), pero se quita el velo monástico cuando corresponde. El diácono casado no usa un kamilavka a menos que se lo haya otorgado el obispo como un premio eclesiástico. La kamilavka honoraria es de color púrpura, y puede ser otorgada a cualquiera de los clérigos, casados o monásticos.
Un protodiácono (en griego: πρωτοδιάκονος: protodiakonos) es un diácono distinguido u honrado en razón de su función más elevada, ya que por lo general sirve como parte del personal del obispo diocesano. Un archidiácono es similar al anterior, pero se encuentra entre el clero monacal. Los protodiáconos y los archidiáconos utilizan un orarion doble, aunque no es la tradición local de todos los diáconos el usarlo. En la tradición eslava un diácono puede ser honrado con el orarion doble, aunque no sea un protodiácono o un archidiácono.

## En el protestantismo

### En la Comunión anglicana

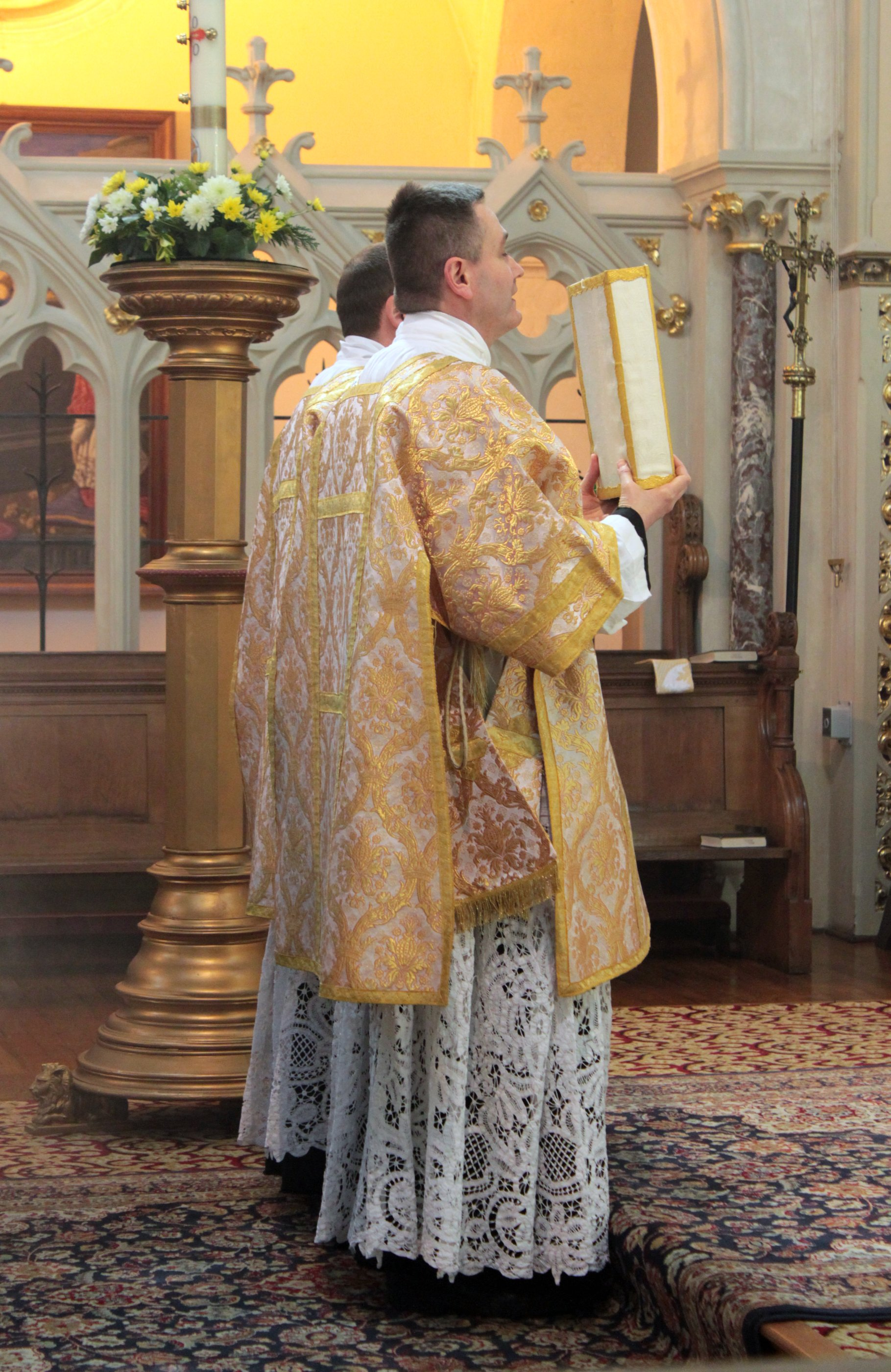
Un diácono lleva en procesión el libro de los Evangelios en el Oxford Oratory de Inglaterra.

En la Comunión anglicana, los diáconos trabajan a menudo directamente en el ministerio relacionado con las obras de misericordia corporales, dentro y fuera de la Iglesia: la asistencia a los pobres, los enfermos, los hambrientos y los encarcelados. A diferencia de los diáconos ortodoxos y católicos, que pueden contraer matrimonio solo antes de la ordenación; se permite a los diáconos anglicanos casarse libremente: tanto antes, como después de su ordenación (al igual que los sacerdotes anglicanos). La mayoría de los diáconos son personas en preparación para el sacerdocio y son ordenados sacerdotes por lo general alrededor de un año después de su ordenación diaconal (transitorios). Sin embargo, hay algunos diáconos que no reciben a posteriori la ordenación sacerdotal (permanentes). Muchas provincias de la Comunión Anglicana ordenan como diáconos tanto a hombres como a mujeres.
Los diáconos anglicanos, en algunas diócesis, se conceden licencias para solemnizar el matrimonio y bautizar, por lo general, bajo la supervisión de su párroco y del obispo. Suelen oficiar la adoración eucarística con exposición del Santísimo Sacramento. Los diáconos no pueden presidir la eucaristía (pero pueden participar del ministerio de la eucaristía, distribuyendo las formas ya consagradas), ni pueden absolver los pecados o pronunciar la bendición trinitaria.
Un diácono anglicano lleva vestimenta: dalmática, sobrepelliz y estola sobre el hombro izquierdo. Sin embargo, en la liturgia, los diáconos llevan por lo general una estola sobre su hombro izquierdo, que se fija en el lado derecho de su cintura. Esto se usa tanto sobre el sobrepelliz y el alba.

### El diácono en la Iglesia Adventista del Séptimo Día
El diácono en la Iglesia Adventista del Séptimo Día es un papel elegido y ordenado por la iglesia y es mediante la imposición de manos del pastor se nombra tanto a hombres como a mujeres.   

#### Funciones de los diáconos/diaconisas en la iglesia
La obra de los diáconos abarca una amplia gama de servicios en favor de la iglesia, como:  
1. Colaborar en los servicios y las reuniones. Los diáconos son generalmente los responsables de dar la bienvenida a los miembros y a los visitantes, y de ayudar, cuando sea preciso, a que todos los asistentes encuentren asiento. También cooperan con el pastor y los ancianos con el fin de que las reuniones llevadas a cabo en la iglesia se desarrollen sin contratiempos.
2. Visitar a los miembros. En muchas iglesias, la visitación se organiza agrupando a los miembros por zonas y asignando una a cada diácono, con el objetivo de que cada hogar sea visitado al menos una vez al trimestre.
3. Colaborar en los servicios bautismales. Los diáconos se ocupan de los preparativos necesarios para la ceremonia bautismal
4. Colaborar en el servicio de comunión. En la ceremonia del lavamiento de los pies, los diáconos y las diaconisas facilitan todo lo necesario: toallas, palanganas (jofainas o lebrillos), agua y baldes. Después del servicio, se ocupan de que los recipientes y las toallas sean lavados y debidamente guardados. Después de la Cena del Señor, los diáconos y las diaconisas han de ejercer mucho cuidado en cuanto al destino dado a cualquier resto del pan o el vino que haya sobrado, que deberá ser desechado con el debido respeto.
5. Atender a los enfermos, a los pobres y a los necesitados. Los diáconos y las diaconisas tienen la misión de atender a los enfermos, a los pobres y a los necesitados, y han de mantener a la iglesia informada de sus necesidades y recabar el auxilio de los miembros. El dinero necesario provendrá del fondo de pobres y necesitados de la iglesia local. El tesorero, por acuerdo de la junta directiva, entregará a los diáconos, o a las diaconisas, los recursos que se requieran para los casos de necesidad.
6. Cuidar y mantener las propiedades de la iglesia. En las congregaciones donde el cuidado y mantenimiento de las propiedades de la iglesia no hayan sido asignados a una comisión de mantenimiento, los diáconos y las diaconisas asumirán dichas responsabilidades.
Limitaciones de las funciones un diácono/diaconisa
Un diácono no está autorizado a presidir la Cena del Señor, ni bautismos, ni una reunión administrativa, ni puede ser oficiante de una ceremonia matrimonial, y tampoco puede oficiar en la admisión o el traslado de miembros.
Si una iglesia no dispone de alguien autorizado para cumplir esas funciones, el director de la iglesia tiene que solicitar el consejo y la asistencia de la asociación.

### Cristianismo evangélico
En el cristianismo evangélico, los diáconos son elegidos por la iglesia por su fe y cualidades morales. Ayudan al pastor para las actividades de la Iglesia. Esto puede ser para la gestión financiera, la supervisión del trabajo de mantenimiento, la responsabilidad de las acciones humanitarias, etc..
Es un personaje probo dentro de la organización de una iglesia cristiana evangélica y es mayormente denomidado "ujier". 

## En la francmasonería
En la francmasonería, el primer diácono y el segundo diácono son dos oficiales regulares y se sientan a la derecha del Venerable Maestro y del Vicevenerable/Primer Vigilante/Primer Guardián.